# Камень преткновения
Ка́мень преткнове́ния (лат. petra scandali, lapis offensionis) — крылатое выражение, обозначающее препятствие на пути к достижению какой-то цели или решению какой-либо задачи.
Первоначально выражение камень преткновения встречается в Ветхом Завете в Книге пророка Исаии, где Бог говорит о себе:

будет Он освящением и камнем преткновения, и скалою соблазна для обоих домов Израиля
— Ис. 8:14
В Евангелии от Луки Христос называет себя краеугольным камнем:

Но Он, взглянув на них, сказал: что значит сие написанное: камень, который отвергли строители, тот самый сделался главою угла? Всякий, кто упадёт на тот камень, разобьётся, а на кого он упадёт, того раздавит. И искали в это время первосвященники и книжники, чтобы наложить на Него руки, но побоялись народа, ибо поняли, что о них сказал Он эту притчу.
— Лк. 20:17—19
Толкование данного стиха приводится в Послании к Римлянам: «А Израиль, искавший закона праведности, не достиг до закона праведности. Почему? Потому что искали не в вере, а в делах закона; ибо преткнулись о камень преткновения, как написано: вот, полагаю в Сионе камень преткновения и камень соблазна; но всякий верующий в Него, не постыдится» (Рим. 9:31-33). И здесь под камнем преткновения, по мнению некоторых, (от церковно-славянского «преткнуться» — споткнуться) понимается символический камень, установленный в Сионе, о который спотыкались все неверующие и не соблюдающие законы.
Современный «Словарь библейского богословия» толкует Ис 8.14, Рим 9.33 и 1 Петр 2.8, что сам Христос становится как «камень преткновения и камень сокрушающий» в отношении «гордых неверующих».